# イタリア賞
イタリア賞（イタリアしょう、Prix Italia）はイタリア放送協会（RAI）が主催する国際番組コンクール。1948年に創設。開始当時はラジオのみだったが、その後テレビ部門も追加された。最高賞は「イタリア賞」。世界で最も歴史と権威のある国際番組コンクールとされる。

## 受賞した主な日本の番組
年表記は受賞した年。
- 「言葉と音楽のための三つの形象」（1958年、NHKラジオ、イタリア賞）
- 立体音楽堂「オンディーヌ」（1960年、NHKラジオ、イタリア賞）
- 立体放送劇「火の山」（1962年、NHKラジオステレオドラマ部門イタリア賞）
- テレビ指定席「魚住少尉命中」（1963年、NHK、イタリア賞）[2]
- 「山姥」（演出　保坂安雄　作　寺山修司　1964年　NHK　イタリア賞）
- 東芝日曜劇場「土曜と月曜の間」（1965年、TBS、イタリア賞）
- 立体放送劇「コメット・イケヤ」[3]（1966年、NHKラジオ、イタリア賞）
- ドキュメンタリー「謎の一瞬」（1966年、NHK、テレビドキュメンタリー部門イタリア賞）[4]
- ドキュメンタリー「ヤッホー・返ってこないこだま」（演出・1970年度,TBSラジオ、ラジオドキュメンタリー部門イタリア賞）
- 「わが父北斎」（1972年、毎日放送、イタリア賞）
- NHK特集「世界の科学者は予見する 核戦争後の地球 あすへの記録 空白の110秒」（1973年、NHK、テレビドキュメンタリー部門イタリア賞）[5]
- NHK劇場「魚が消えたとき愛はよみがえる」（1975年、NHK、イタリア賞）
- 音楽劇「もがりぶえ」（1976年、NHK教育、RAI賞）
- NHK特集「永平寺」（1977年、NHK、テレビドキュメンタリー部門イタリア賞）[6]
- 音楽ファンタジー「葦舟」（1979年、NHK、RAI賞）
- 四季・ユートピアノ（1980年、NHK、RAI賞）[7]
- FMシアター「アウラ」（2002年、NHK-FM、ラジオ・翻訳ドラマ番組部門イタリア賞）
- 「えいごリアン」のホームページ（2002年、ウェブ　クロスメディア部門　イタリア賞）
- FMシアター「シリーズベトナムの現代文学『戦争の悲しみ』」（2006年、NHK-FM、ラジオ・翻案ドラマ番組部門イタリア賞）
- ハゲタカ（2007年、NHK、シリーズテレビドラマ部門イタリア賞）[8]
- NHKスペシャル「激流中国」第11回 病人大行列（2009年、NHK、イタリア賞）[9]
- 火の魚（2010年、NHK、単発ドラマ部門イタリア賞）[10]
- 体感 首都直下地震（2020年、NHK、ウェブ・インタラクティブ部門イタリア賞）[11][12]